# Labelflash

Logo der Labelflash-Technologie

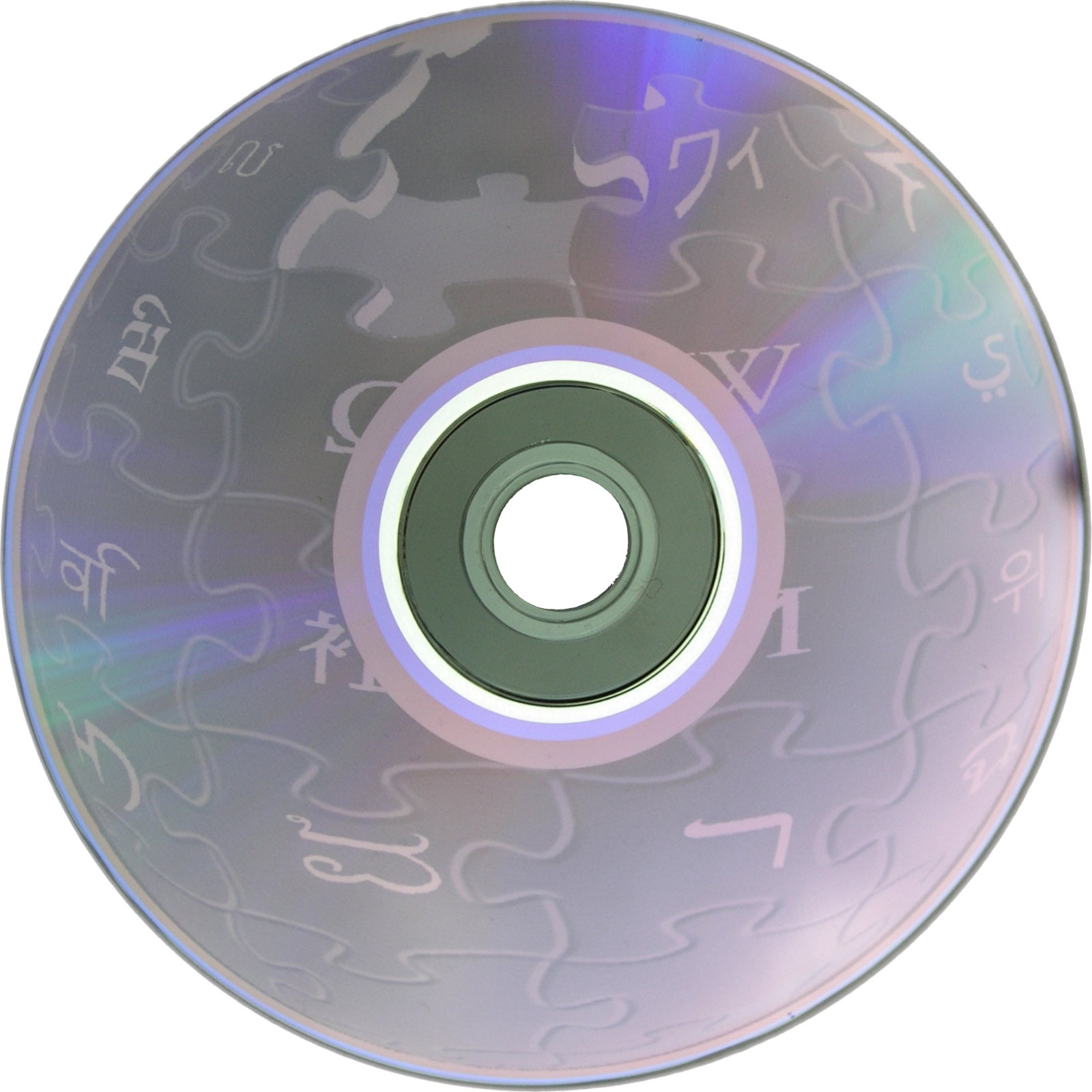
Datenseite einer gewöhnlichen DVD+R, welche vollständig mit der Labelflash-Technik beschrieben wurde.

Labelflash (LF) ist eine historische DVD-Rohlings-Beschriftungstechnik des Unternehmens Yamaha mit der NEC als Lizenznehmer.
Anders als Lightscribe beschriftet Labelflash DVDs mit Hilfe einer Schicht in der Mitte zwischen Ober- und Unterseite. Dadurch ist die Beschriftung gegen Umwelteinflüsse geschützt.
Alternativ kann auch ein Teil der Datenseite einer DVD±R beschriftet werden, wozu dann keine speziellen Medien notwendig sind.
Hinsichtlich der Geschwindigkeit übertrifft Labelflash mit sieben Minuten die Lightscribe-Methode, welche zwischen 15 und 20 Minuten benötigt.
Labelflash bietet eine Beschriftung lediglich in blau-metallic.
Labelflash arbeitet mit einer Auflösung von 1000 dpi und erzielt 256 Helligkeitsabstufungen.
Für Labelflash ist zusätzliche Software erforderlich, die mit dem Laufwerk oder dem PC zusammen ausgeliefert wird.
Seit März 2007 wurde auf der offiziellen Labelflash-Seite auch ein Programm zum Beschriften von entsprechenden Rohlingen angeboten.
Jedoch waren Rohlinge in Elektronikmärkten selten zu bekommen.
Benötigt wird also ein DVD-Brenner, der diese Technik unterstützt, ein Medium, das eine zusätzliche Schicht für die Farbgebung hat (alternativ können auch Teile der Datenschicht beschrieben werden) und eine Software, um die Grafikdaten an den Brenner zu senden. Passende DVD-Brenner gab es 2007 von Sony NEC Optiarc, TEAC, Quanta Storage, Hitachi, LG und Pioneer. Entsprechende DVD-R-Medien zu einem Vielfachen des Normalpreises bot Fujifilm, in den USA auch Memorex sowie in Asien Ritek, an. Nero (6.6.1.14 + 7.5.x.x Reloaded), Roxio WinOnCD 9, B's Recorder Gold, Ulead DVD Movie Factory, Cyberlink Labelprint 2, NTI Dragon Burn und Belight Disc Cover sind bisher in der Lage, Labelflash-Rohlinge über ein entsprechendes Plug-in zu bedrucken.
Während einige der genannten Programme sowohl unter Windows als auch unter Mac OS X laufen, fehlt bislang eine Linux-Lösung.
LabelFlash basiert auf der DiscT@2 Technologie.